# IHW

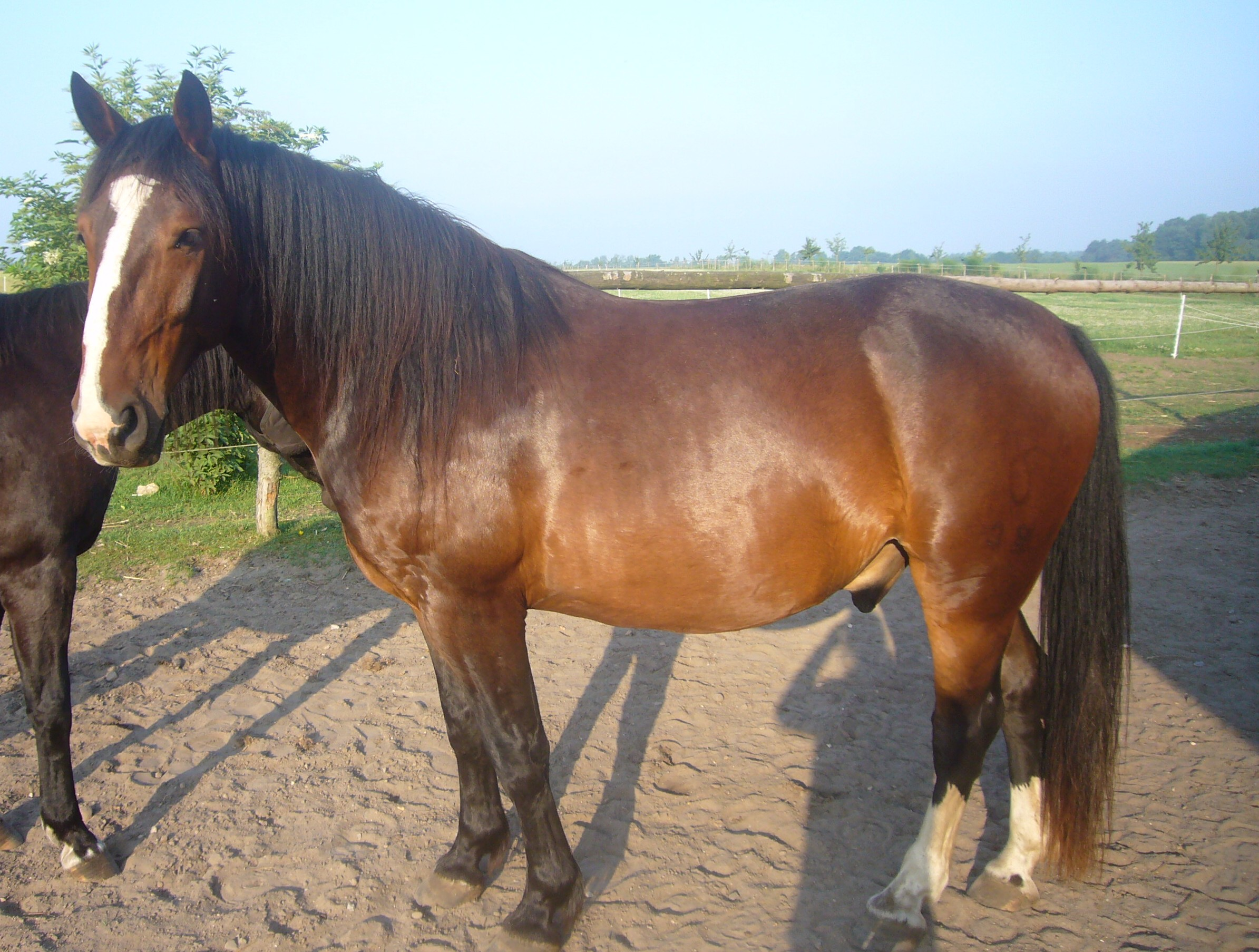
De alt-oldenburger is een voorbeeld van een bedreigd paardenras van het type zwaar warmbloedpaard

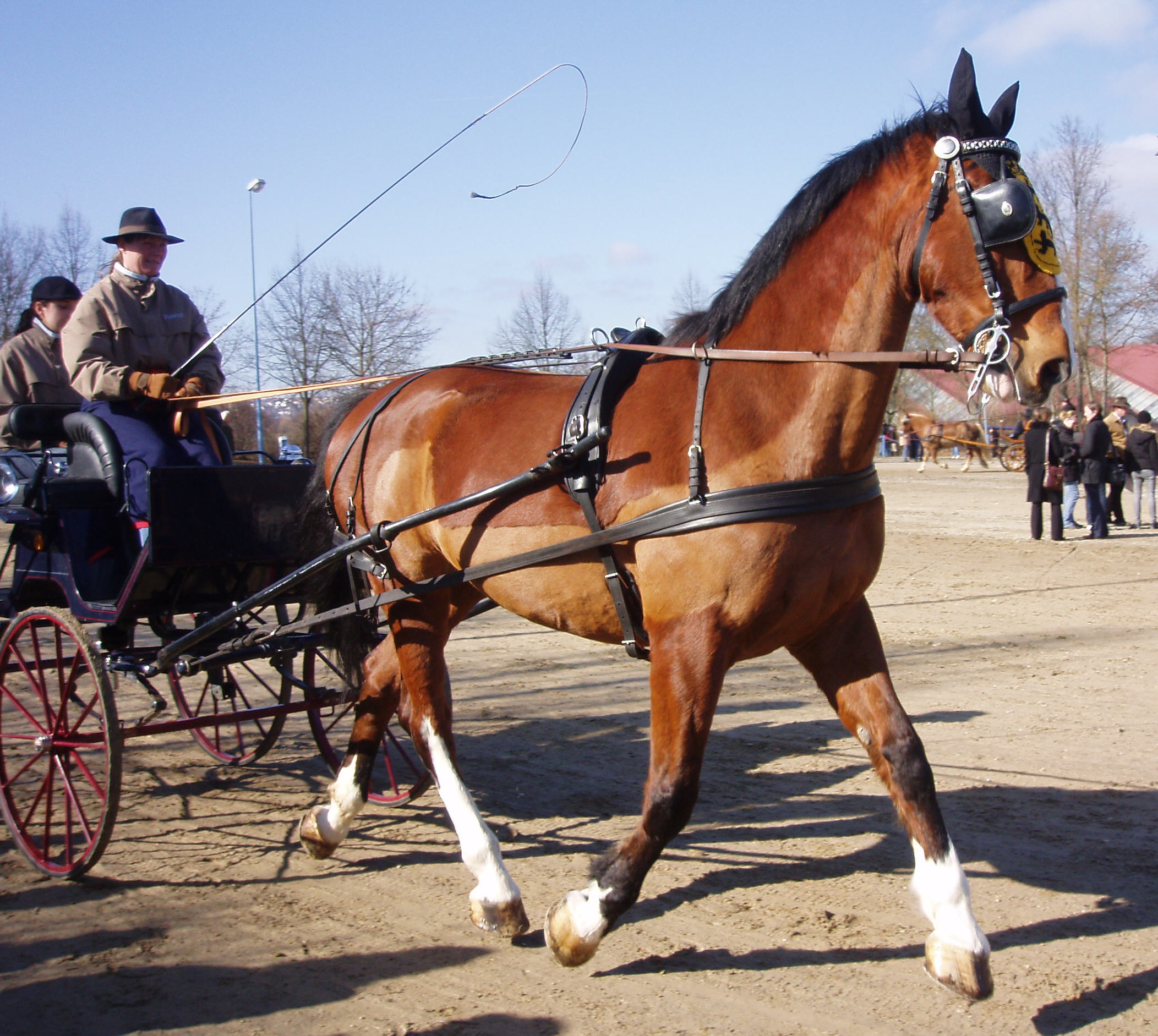
Aangespannen gelderlander

Het IHW (afkorting van: International Heavy Warmblood Horse Breeders Association) is een door de EU erkende stamboekvereniging. Het doel van de vereniging is het behouden van het genetisch erfgoed van de zware warmbloedpaarden die tussen 1920 en 1960 in Nederland voorkwamen. 
Het gaat hierbij om paardentypen als het originele Gelderse paard en het Groninger paard, de alt-oldenburger, de hannoveraan, de Deense frederiksborger, de westfaler, de rheinlander, de brandenburger, de saksen-thüringer, de slaska en het Oost-Friese paard. Dit zijn traditionele paardenrassen van trekpaarden voor de landbouw, waarvan de bestanden door de snelle opkomst van de landbouwmechanisatie in de jaren 1950 een dramatische teruggang beleefde. De meeste van deze rassen zijn met uitsterven bedreigd, aangezien het merendeel van de fokkers ervoor koos hun merries te laten dekken met lichtere sportpaardtypes en volbloedpaarden. Dit heeft in Nederland het KWPN opgeleverd, waarvan veel minder de afstamming dan de geschiktheid voor de hogere regionen van de paardensport meeweegt bij inschrijving in het stamboek.
Het International Heavy Warmblood-stamboek, opgericht in 1998, richt zich op raszuivere fokkerij en heeft binnen het stamboek verschillende registers. De werkzaamheden en de diensten die het stamboekbureau uitvoert zijn ten dienste van de leden. Daarnaast is het stamboek bevoegd om onder andere paardenpaspoorten uit te geven aan niet-leden. Dit is een dienst in het kader van de identificatie en registratieplicht die voor alle paardachtigen van toepassing is.
Voor de leden worden de specifieke stamboekzaken gedaan, zoals het registreren van betrouwbare afstammingsgegevens en het vaststellen van het percentage oorspronkelijke genen in de afstammingslijn. Bij opname in het stamboek worden belangrijke gegevens zoals stokmaat, pijpomvang, vachtkleur en behaalde primeringen geregistreerd. Op de hengstenkeuringen worden dekhengsten geselecteerd voor de fokkerij die voldoen aan de eisen die het stamboek stelt.